# Vegas, cuestas y páramos del sureste de Madrid
Vegas, cuestas y páramos del sureste de Madrid este o arie protejată (arie specială de conservare — SAC, sit de importanță comunitară — SCI) din Spania întinsă pe o suprafață de 51.008,7 ha, integral pe uscat.

## Localizare
Centrul sitului Vegas, cuestas y páramos del sureste de Madrid este situat la coordonatele 40°10′44″N 3°34′47″W / 40.1789°N 3.5797°V.

## Înființare
Situl Vegas, cuestas y páramos del sureste de Madrid a fost declarat sit de importanță comunitară în ianuarie 1998 pentru a proteja 2 specii de plante și 102 specii de animale. Situl a fost protejat și ca arie specială de conservare în septembrie 2014.

## Biodiversitate
Situată în ecoregiunea mediteraneană, aria protejată conține 19 habitate naturale: Galerii de Salix alba și de Populus alba, Păduri iberice de Quercus faginea și Quercus canariensis, Galerii și tufărișuri riverane sudice (Nerio-Tamaricetea și Securinegion tinctoriae), Păduri de Quercus ilex și Quercus rotundifolia, Pseudostepă cu ierburi și specii anuale de Thero-Brachypodietea, Tufărișuri termo-mediteraneene și de pre-deșert, Tufărișuri halofile mediteraneene și termo-atlantice (Sarcocornetea fruticosi), Tufărișuri halo-nitrofile (Pegano-Salsoletea), Râuri mediteraneene cu debit permanent și vegetație de Glaucium flavum, Matorral arborescenți cu Juniperus spp., Pajiști umede mediteraneene cu ierburi înalte de Molinio-Holoschoenion, Râuri mediteraneene cu debit permanent cu specii de Paspalo-Agrostidion și galerii riverane de Salix și de Populus alba, Stepe sărăturate mediteraneene (Limonietalia), Izvoare petrifiante cu formare de travertin (Cratoneurion), Salicornia și alte specii anuale care populează regiunile mlăștinoase și nisipoase, Pășuni mediteraneene udate de apa mării (Juncetalia maritimi), Vegetație gipsofilă iberică (Gypsophiletalia), Lande oro-mediteraneene cu formațiuni endemice de grozamă, Lacuri eutrofice naturale cu vegetație de tip Magnopotamion sau Hydrocharition.
La baza desemnării sitului se află mai multe specii protejate:
- plante (2): Lythrum flexuosum, Sisymbrium cavanillesianum
- păsări (82): privighetoare-de-baltă (Acrocephalus melanopogon), fluierar de munte (Actitis hypoleucos), pescăruș albastru (Alcedo atthis), rață sulițar (Anas acuta), rață lingurar (Anas clypeata), rață pitică (Anas crecca), rață mare (Anas platyrhynchos), rață cârâitoare (Anas querquedula), rață pestriță (Anas strepera), gâscă cenușie (Anser anser), fâsă-de-câmp (Anthus campestris), acvilă de munte (Aquila chrysaetos), stârc cenușiu (Ardea cinerea), stârc roșu (Ardea purpurea), ciuf de câmp (Asio flammeus), rață-cu-cap-castaniu (Aythya ferina), rața moțată (Aythya fuligula), rață roșie (Aythya nyroca), buha (Bubo bubo), Bubulcus ibis, pasărea ogorului (Burhinus oedicnemus), fugaci mic (Calidris minuta),  prundaș gulerat mic (Charadrius dubius), chirighiță neagră (Chlidonias niger), barză albă (Ciconia ciconia), șerpar (Circaetus gallicus), erete de stuf (Circus aeruginosus), erete vânăt (Circus cyaneus), erete cenușiu (Circus pygargus), dumbrăveancă (Coracias garrulus), egretă mică (Egretta garzetta), șoim de iarnă (Falco columbarius), Falco naumanni, șoim călător (Falco peregrinus), lișiță (Fulica atra), Galerida theklae, becațină comună (Gallinago gallinago), găinușă de baltă (Gallinula chloropus), pescăriță râzătoare (Gelochelidon nilotica), Hieraaetus fasciatus, acvilă pitică (Hieraaetus pennatus), piciorong (Himantopus himantopus), stârc pitic (Ixobrychus minutus), capîntortură (Jynx torquilla), pescăruș negricios (Larus fuscus), pescăruș-cu-cap-negru (Larus melanocephalus), pescăruș râzător (Larus ridibundus), sitar de mâl (Limosa limosa), ciocârlie de pădure (Lullula arborea), gușă albastră (Luscinia svecica), becațină mică (Lymnocryptes minimus), ciocârlie de bărăgan (Melanocorypha calandra), gaia neagră (Milvus migrans), gaia roșie (Milvus milvus), culic mare (Numenius arquata), stârc de noapte (Nycticorax nycticorax), Oenanthe leucura, dropie (Otis tarda), Oxyura leucocephala, vultur pescar (Pandion haliaetus), cormoran mare (Phalacrocorax carbo), bătăuș (Philomachus pugnax), ploier auriu (Pluvialis apricaria), ploier argintiu (Pluvialis squatarola), corcodel mare (Podiceps cristatus), corcodel-cu-gât-negru (Podiceps nigricollis), Porphyrio porphyrio, cresteț pestriț (Porzana porzana), Pterocles alchata, Pterocles orientalis, Pyrrhocorax pyrrhocorax, ciocântors (Recurvirostra avosetta), chiră de baltă (Sterna hirundo), turturică (Streptopelia turtur), silvie de tufiș (Sylvia undata), corcodel mic (Tachybaptus ruficollis), călifar alb (Tadorna tadorna), spârcaci (Tetrax tetrax), fluturașul de stâncă (Tichodroma muraria), fluierarul de zăvoi (Tringa ochropus), fluierarul cu picioare roșii (Tringa totanus), nagâț (Vanellus vanellus)
- amfibieni (1): Discoglossus jeanneae
- mamifere (9): vidră de râu (Lutra lutra), liliac cu aripi lungi (Miniopterus schreibersii), liliac cu urechi de șoarece (Myotis blythii), liliac cărămiziu (Myotis emarginatus), liliac comun (Myotis myotis), liliacul mediteranean cu potcoavă (Rhinolophus euryale), liliacul mare cu potcoavă (Rhinolophus ferrumequinum), liliacul mic cu potcoavă (Rhinolophus hipposideros), liliacul cu potcoavă a lui méhely (Rhinolophus mehelyi)
- nevertebrate (2): croitorul mare al stejarului (Cerambyx cerdo), Coenagrion mercuriale
- pești (6): Achondrostoma arcasii, Cobitis calderoni, Cobitis paludica, Luciobarbus comizo, Pseudochondrostoma polylepis, Rutilus alburnoides
- reptile (2): țestoasa de baltă (Emys orbicularis), Mauremys leprosa

Pe lângă speciile protejate, pe teritoriul sitului au mai fost identificate 2 specii de plante, 19 specii de păsări, 5 specii de amfibieni, 5 specii de mamifere, 5 specii de nevertebrate.